# Adelphobates castaneoticus
Espèce
Synonymes
- Dendrobates castaneoticus Caldwell & Myers, 1990

Statut de conservation UICN

 LC  : Préoccupation mineure
Statut CITES
Adelphobates castaneoticus est une espèce d'amphibiens de la famille des Dendrobatidae.

## Répartition et habitat
Cette espèce est endémique de l'État du Pará au Brésil.
Elle vit dans la forêt primaire. C'est une espèce terrestre qui s'éloigne rarement du sol.

## Description
Sa livrée est noire avec des taches blanches et orange. Les mâles mesurent de 17,9 à 20,3 mm et les femelles de 21,5 à 22,7 mm. C'est une espèce diurne.

## Étymologie
Son nom d'espèce, du latin castanea, « châtaigne », et de -(t)icus, « qui appartient à », lui a été donné, non en référence à la châtaigne ou au châtaignier européen, mais plutôt à Bertholletia excelsa, un arbre produisant également des noix et couramment appelé  Castanha do Pará. Les noix de cet arbre, commun sur l'aire de répartition de cette espèce, servent, une fois tombée à l'eau, d'abri aux têtards de cette espèce.

## Publication originale
- Caldwell & Myers, 1990 : A new poison frog from Amazonian Brazil: with further revision of the quinquevittatus group of Dendrobates. American Museum Novitates, no 2988, p. 1-21 (texte intégral).